# Sullivan County (New York)
Sullivan County is een county in de Amerikaanse staat New York.
De county heeft een landoppervlakte van 2.512 km² en telt 73.966 inwoners (volkstelling 2000). De hoofdplaats is Monticello.

## Geboren
- Frederick Cook (Hortonville, 1865-1940), ontdekkingsreiziger en arts